# Tabela nadawcza
Tabela nadawcza (zwana też tabelą likwidacyjną) – to spis zawierający wykaz mieszkańców wsi, którzy otrzymali nadziały ziemi w trakcie uwłaszczenia przeprowadzonego w 1864 roku wraz z opisem gospodarstw chłopskich, na podstawie której obliczano wysokość odszkodowania dla właściciela ziemskiego (tzw. wynagrodzenia likwidacyjnego).
Tabele nadawcze sporządzane były z urzędu w oparciu o tabele prestacyjne lub przez właściciela majątku ziemskiego, w związku z przeprowadzanym uwłaszczeniem chłopów w Królestwie Polskim z mocy dekretu cara Aleksandra II Romanowa O uwłaszczeniu włościan w Królestwie Polskim z dnia 2 marca 1864 roku. Sprawę tabel nadawczych regulował artykuł 30, dekretu o uwłaszczeniu chłopów. Oprócz wspomnianego opisu tabela zawierała również spis przywilejów zwanych serwitutami należnych mieszkańcom wsi a obciążających dobra ziemskie w których pracowali dotychczas pańszczyźniani chłopi. Weryfikacją danych i zatwierdzaniem tabel zajmowała się od 1865 roku Komisja do Spraw Włościańskich.
Tabele likwidacyjne w przeciwieństwie do tabel prestacyjnych sporządzane były w języku rosyjskim. Pierwsza strona oprócz godła Rosji zawierała nazwę wsi oraz jej adres.